# Leopold Wohlschlager
Leopold Wohlschlager, někdy uváděný s příjmením Wohlschläger (1. listopadu 1855 Osijek – 21. srpna 1929 Praha), byl c. k. rakousko-uherský a později československý státní popravčí.

## Život
Leopoldův otec Georg vlastnil v Osijeku hospodu a zemřel, když bylo Leopoldovi šest let. Zemřel za nejasných okolností, pravděpodobně byl zavražděn. Jeho matka se poté provdala za Jana Křtitele Pipergera, čalouníka a popravčího ze Záhřebu. V roce 1865 požádal Jan Křtitel Piperger o přeložení do Vídně, byl však přeložen do Prahy. Leopold se zde vyučil zlatníkem u zlatnického mistra Studeného v Konviktské ulici na Starém městě pražském. Když se oženil, přestěhoval se do Kaprovy ulice a dílnu, kde pracoval mezi popravami, si zařídil v Příčné ulici. V manželství se mu narodily tři dcery a syn (zahynul v první světové válce).
První popravy se Leopold zúčastnil 8. září 1871 ještě jako pomocník svého otčíma v 15 letech v Plzni. Popraven byl tehdy trojnásobný vrah a lupič Jan Janeček zvaný Serynek. Šlo o poslední veřejnou popravu v českých zemích za monarchie.
Když roku 1888 zemřel jeho otčím Jan Piperger, přihlásilo se na uvolněné místo 28 uchazečů, mezi kterými byl i Leopold. Pražský zemský trestní soud dne 24. června 1888 jmenoval do funkce popravčího Leopolda Wohlschlagera s určením pro české země. Základní plat byl stanoven na 800 zlatých ročně a za každou popravu mu mělo být vyplaceno dalších 25 zlatých. Byl jeden z pěti popravčích, které Rakousko-Uhersko mělo. Další popravčí měli svá sídla ve Vídni, Budapešti, Osijeku a Štýrském Hradci.
Po roce 1918 se pak stal i státním popravčím pro Čechy a Moravu v tehdejší Československé republice. Základní roční plat byl stanoven na 15 000 Kč a 500 Kč za každou popravu. Za svůj život provedl celkem 24 exekucí. Posledním, koho popravil, byl Martin Lecián. Když odešel na odpočinek, byl 28. června 1928 vybrán jako nástupce Josef Nehyba.
Na sklonku života vydal knihu vzpomínek Ve službách spravedlnosti za Rakouska i Republiky. Byl považován za kultivovaného a inteligentního člověka, který ke svému úřadu přistupoval s úctou, a byl respektován i soudobými odpůrci trestu smrti.
Zemřel 21. srpna 1929 ve svém bytě na Letné. Byl pohřben na Olšanských hřbitovech.